# Sept pièces pour piano

Les Sept pièces pour piano op.11 sont un cycle pour piano de Zoltán Kodály. Composé en 1910 et 1917-1918, il se caractérise par ses nombreux thèmes pentatoniques d'essence populaire et sa tonalité générale sombre et dramatique.

## Structure
1. Lento
2. Skezely lament: évocation de sonneries de cloche
3. Il pleut sur la ville comme il pleut dans mon cœur: d'après un vers de Paul Verlaine extrait des Romances sans paroles.
4. Épitaphie: le thème austère et archaïque rappelle la cathédrale engloutie des Préludes de Debussy.
5. Tranquillo
6. Poco rubato
7. Rubato

## Discographie
- Intégrale de l'œuvre pour piano de Kodály par Zempléni Kornél, Hungaroton.

## Source
- François-René Tranchefort (dir.), Guide de la musique de piano et de clavecin, Paris, Fayard, coll. « Les indispensables de la musique », 1987, 870 p. (ISBN 978-2213016399, BNF 34978617), p. 439